# تپه قلعه زینو
تپه قلعه زینو مربوط به هزاره اول قبل از میلاد است و در شهرستان اردبیل، بخش مرکزی، روستای گندیشمن واقع شده و این اثر در تاریخ ۱۴ مرداد ۱۳۸۲ با شمارهٔ ثبت ۹۴۳۰ به‌عنوان یکی از آثار ملی ایران به ثبت رسیده است.